# Franca De Stradis
Francesca Destradis, meglio nota come Franca De Stradis, a volte accreditata come Franca De Stratis e Franca Destradis (23 aprile 1939 – Roma, 8 marzo 2021), è stata una doppiatrice e direttrice del doppiaggio italiana.

## Biografia
Iniziò l'attività come attrice teatrale, televisiva, radiofonica e cinematografica, nonché corista. Tuttavia non risultò particolarmente attiva in nessuna di tali professioni, interpretando solitamente ruoli minori. Dalla metà degli anni settanta si dedicò quasi esclusivamente al doppiaggio, e viene ricordata principalmente per aver dato la voce a Lindsay Wagner, protagonista del telefilm La donna bionica e della serie principale da cui era stato tratto questo spin-off, L'uomo da sei milioni di dollari.
La De Stradis fu anche la prima voce del personaggio di Katherine Chancellor nella soap opera Febbre d'amore e doppiò anche alcuni personaggi di telenovelas fra cui la protagonista di Il ritorno di Diana e la miliardaria Stella Fraga Simpson in Agua Viva. Nel corso degli anni prestò la voce ad alcuni personaggi di anime, come la contessa Du Barry, antagonista di Lady Oscar. Ritiratasi dall'attività di recitazione nei primi anni novanta (nel febbraio 1993 partecipò al dramma teatrale Nell'ora della lince di Per Olov Enquist diretta da Claudio Frosi), negli ultimi anni lavorò saltuariamente come direttrice del doppiaggio.

## Filmografia
- Mezzogiorno in casa Anker, regia di Marcello Aliprandi – film TV (1968)[10][11]
- Il venditore di morte, regia di Lorenzo Gicca Palli (1971)
- Primo tango a Roma - Storia d'amore e d'alchimia, regia di Lorenzo Gicca Palli (1973)
- Diario di un giudice, regia di Marcello Baldi – miniserie TV (1978)[12]
- Quasi quasi mi sposo, regia di Vittorio Sindoni – film TV (1982)

## Doppiaggio

### Cinema
- Angela Winkler in Il diario di Edith
- Vanessa Redgrave in Casa Howard
- Maureen Stapleton in Pazza
- Kumi Mizuno in Matango il mostro

### Serie televisive
- Lindsay Wagner in L'uomo da sei milioni di dollari, La donna bionica
- Barbara Bosson in Hill Street giorno e notte
- Erin Gray in Buck Rogers
- Lynn Redgrave in Colorado
- Viktoria Brams in Un pezzo di cielo

### Soap opera e telenovelas
- Kate O'Mara in Dynasty
- Jeanne Cooper in Febbre d'amore
- Lucía Méndez in Il ritorno di Diana
- Lupita Ferrer in Gli anni felici
- Julieta Montiel in Amalia Batista
- Margarita Gralia in Il segreto
- Tonia Carrero in Agua Viva
- Renata Sorrah in Potere
- Dilia Waikaran in Cuori nella tempesta
- Raquel Olmedo in Gli incatenati
- Renata Fronzi in Samba d'amore
- Raquel Parot in Rosa selvaggia

### Animazione
- Marie-Jeanne Bécu, contessa Du Barry in Lady Oscar
- Eleonor e madre di Tony in Candy Candy
- Madre di Sebastien in Belle et Sebastien
- Mary in Peline Story
- Generale Nesia in Daltanious
- Regina di Apolon e padrona dell'orfanotrofio in UFO Diapolon - Guerriero spaziale